# L'últim home (pel·lícula de 1996)
L'últim home (títol original: Last Man Standing) és una pel·lícula estatunidenca dirigida per Walter Hill, estrenada el 1996. Ha estat doblada al català.

## Argument
En l'època de la prohibició, contrabandistes de Chicago fan regnar el terror a Jericho, petita ciutat de Texas. Dues bandes s'enfronten pel control del trànsit d'alcohol: els irlandesos dirigits per Doyle contra els italians dirigits per Strozzi. De pas per Jericho, Smith (Bruce Willis) coneix una jove, Felina, i experimenta les represàlies del clan Doyle. Utilitza llavors l'amant de Strozzi, Lucy, per muntar un cop contra l'altre. Quan Doyle treu la seva carta amagada, un assassí temible (Christopher Walken), la guerra es fa violenta. Però qui és realment Smith?

## Repartiment
- Bruce Willis: John Smith
- Christopher Walken: Hickey
- Bruce Dern: Xèrif Ed Galt
- David Patrick Kelly: Doyle
- William Sanderson: Joe Monday
- Karina Lombard: Felina
- Ned Eisenberg: Fredo Strozzi
- Alexandra Powers: Lucy Kolinski
- Michael Imperioli: Giorgio Carmonte
- Ken Jenkins: Capità Tom Pickett
- R.D. Call: Jack McCool
- Ted Markland: Diputat Bob
- Leslie Mann: Wanda
- Patrick Kilpatrick: Finn
- Luis Contreras: Comandant Ramirez
- Franco Columbu

## Al voltant de la pel·lícula
- L'últim home , com Per un grapat de dòlars , de Sergio Leone, és un remake de Yojimbo d'Akira Kurosawa (1961)
- La pel·lícula va tenir un fracàs comercial als Estats Units amb només 18.115.927 de dòlars[3] de recaptació per un pressupost estimat de 67[3] Pel que fa a la recaptació mundial, el film no ha aconseguit arribar al pressupost, amb 47.267.001 dòlars.[3]